# بهارات (فیلم)
بهارات (به انگلیسی: Bharat)، یک فیلم سینمایی هندی محصول سال ۲۰۱۹ در ژانر فیلم درام به کارگردانی علی عباس ظفر و آهنگسازی بنیامین عارفی  و بازی سلمان خان و کاترینا کایف است.
این فیلم روایتگر شخصی بنام بهارات با بازی سلمان خان است که داستان زندگی او را از ۸ سالگی تا ۷۰ سالگی روایت می‌کند.

## داستان
بهارات روایتگر ۷۰ سال زندگی یک مرد و سرزمین اوست که در هنگام جدایی پاکستان از هندوستان اتفاق می‌افتد و فیلم پستی‌ها و بلندی‌های شخصیت اصلی فیلم (بهارات) تا سن ۷۰ سالگی او به تصویر می‌کشد.
این فیلم اکران خارجی بسیار عظیمی داشت. حق اکران این فیلم در کشورهای فرانسه و آلمان در فستیوال کن امسال فروخته شد و علاوه بر این فیلم فوق برای اولین بار در عربستان سعودی اکران شد.

## بازیگران
- سلمان خان (در نقش بهارات)
- کاترینا کایف (در نقش کومود)
- سونیل گروور (در نقش ولایتی)
- دیشا پاتانی (در نقش رادا)
- جکی شروف (درنقش پدر بهارات)
- نورا فتحی (درنقش همسر ولایتی)
- تابو (در نقش گودیا خواهر بهارات)

## تولید
بهارات براساس فیلم محصول کره جنوبی قصیده‌ای برای پدرم (۲۰۱۴) است که تاریخ کره‌جنوبی را به موازات زندگی یک مرد، از دهه ۱۹۵۰ تا دهه ۲۰۱۰ نشان می‌دهد.

## رکوردهای بهارات
1. بالاترین مقدار فروش برای روز اول اکران برای سلمان خان و دومین فیلم پرفروش بالیوود در روز اول اکران خود
2. ششمین فیلم پرفروش سلمان خان بعد از تایگر زنده‌است و سلطان و باجرنگی بایجان و کیک و قبل از پریم رتن دان پایو
3. سومین فیلم ۲۰۰ کروری سلمان خان و دومین فیلم ۲۰۰ کروری کاترینا کایف
4. هفتمین فیلم با فروش بالای ۱۰۰ کرور برای کاترینا کایف
5. این فیلم فقط در ۵ روز اول اکرانش توانست میزان فروش خود را از ۱۵۰ کرور عبور دهد
6. این فیلم با عبور دا ن فروش جهانی خود از ۳۲۰ کرور تبدیل به یک بلاک باستر جهانی شد
7. دو موزیک ویدئو از این فیلم به نام‌های اسلو موشن و آتی‌آ جزء ۵ آهنگ برتر و محبوب سال ۲۰۱۹ هستند